# Marcel Dupré
Marcel Dupré Jean Jules (kiejtése [maʁsɛl dypre]; Rouen, 1886. május 3. – Meudon, 1971. május 30.) francia orgonista, zeneszerző és pedagógus.

## Pedagógiai művei
- Traité d’improvisation à l’orgue (1926)
- Méthode d’orgue (1927)
- Cours d’harmonie analytique (1936)
- Données élémentaires d’acoustique (1937)
- Exercices préparatoires à l’improvisation libre (1937)
- Manuel d’accompagnement du plain-chant grégorien (1937)
- Cours de contrepoint (1938)
- Cours de fugue (1938)